# List
 For alternative betydninger, se List (flertydig). (Se også artikler, som begynder med List)
List på Sild er en landsby og kommune beliggende i et hede- og klitlandskab på vesterhavsøen Silds nordspids i Nordfrisland i det nordvestlige Sydslesvig. Administrativt hører landsbyen under Nordfrislands kreds i den tyske delstat Slesvig-Holsten. Landsbyen hørte i den danske tid indtil 1864 under de kongerigske enklaver, i kirkelig henseende under Kejtum Sogn.

## Historie
Byen omtales første gang i 1292. Efter at Listerland som følge af Vordingborgfreden var kommet under Ribe, bosatte sig bønder fra Fanø her. Friserne havde allerede i årene før forladt området grundet den massive sandflugt. Listlandet var dermed dansk præget og tilhørte som dansk kongelig enklave Ribe Stift. Der skelnedes tidligere mellem Vester og Øster List. Landsbyerne syd for List i øens tidligere hertuglige del kaldes for Nordbyerne. Efter 1864 kom byen som hele øen til Preussen.
Beboerne i Listergårdene talte dansk, mens befolkningen i resten af øen talte overvejende nordfrisisk. Stednavnet kan henføres til gada. listi som betegnelse for en kyststribe (sml. Listed på Bornholm og Lister i Blekinge). Om det danske hverdagssprog mindes endnu gadenavnet Brink (tysk Brünk, jysk brynk), som betegnede en skråning. Op til i dag findes dansksindede i List. Centrum for det danske sprog- og kulturarbejde er List Kulturhus. Den lokale danske skole derimod lukkede for få år siden. På samme grund, hvor skolen/kulturhuset nu står, var der allerede i 1863 opført en dansk skole.
En forhenværende kirke blev i 1362 ødelagt ved stormflod og senere ved sandflugt. Kirken var viet Sankt Jørgen og lå i klitterne nordvest for den nuværende by. En del af inventaret skal givet kirken i Vesterland. Senere holdt Listboerne sig enten til kirken i Kejtum med tysk kirkesprog eller til kirken på Rømø med dansk kirkesprog, hvor de havde deres egne bænke i kirken. Selvom List formelt hørte under Ribe Stift, kom byen i kirkelig henseende under Kejtum Sogn. I tiden før den dansk-tyske var der planer om at ansatte en dansksproget lærer og præst. Den nuværende kirke er bygget 1935 som tysk garnisionskirke.
Byen har færgeforbindelse med Rømø-Sild færgen til Havneby på Rømø, som kan bruges som alternativ til Hindenburgdæmningen.
Landskabet omkring byen er præget af vandreklitter, saltenge og åbne hede. Lister Albue, som er øens nordspids, er i dag naturreservat.
Prilen mellem Sild og Rømø kaldes Listerdyb.

## Galleri
- Luftbillede af det nordlige Listland
- Listlandet med Albuen, Kongshavnen og Udhjørne Holm
- Jørgenskirke